# Snowfall
Snowfall ist eine US-amerikanische Fernsehserie. Die Serie, die ursprünglich für den Sender Showtime gedacht war, hatte ihre Erstausstrahlung am 5. Juli 2017 auf FX. Die deutschsprachige Synchronfassung wird seit dem 25. Januar 2018 beim Pay-TV-Sender FOX ausgestrahlt.

## Inhalt
Die im Los Angeles des Jahres 1983 angesiedelte Serie dreht sich um die erste Crack-Epidemie und ihre Auswirkungen auf die Kultur der Stadt.
Die Serie folgt den Geschichten mehrerer Charaktere, deren Leben sich zu überschneiden droht: der 19-jährige Drogendealer Franklin Saint, der mexikanische Drogendealer Gustavo „El Oso“ Zapata und der CIA-Agent Teddy McDonald alias Reed Thompson.

## Besetzung und Synchronisation
Die Synchronisation entstand bei der Arena Synchron nach einem Dialogbuch von Holger Twellmann, Tina Bartel, Christian Kähler (Staffeln 2–4), Oliver Schwiegershausen (Staffel 2), Hans-Achim Günther (Staffeln 5–6), Martin E. Schleker (Staffel 5), David Turba und Lasse Dreyer (Staffel 6) sowie unter der Dialogregie von Tobias Müller (Staffeln 1–3) und Leonhard Mahlich (Staffeln 4–6).
| Rolle                          | Darsteller            | Folgen    | Synchronsprecher          |
| ------------------------------ | --------------------- | --------- | ------------------------- |
| Franklin Saint                 | Damson Idris          | 1.01–6.10 | Amadeus Strobl            |
| Teddy McDonald „Reed Thompson“ | Carter Hudson         | 1.01–6.10 | Tim Knauer                |
| Gustavo „El Oso“ Zapata        | Sergio Peris-Mencheta | 1.01–6.10 | Tobias Müller             |
| Leon Simmons                   | Isaiah John           | 1.01–6.10 | Patrick Baehr             |
| Jerome Saint                   | Amin Joseph           | 1.01–6.07 | Matti Klemm               |
| Louie Saint                    | Angela Lewis          | 1.01–6.10 | Maria Jany                |
| Cissy Saint                    | Michael Hyatt         | 1.01–6.10 | Martina Treger            |
| Alton Williams                 | Kevin Carroll         | 1.05–5.04 | Tobias Lelle              |
| Wanda Bell                     | Gail Bean             | 2.01–6.10 | Bianca Warnek             |
| Lucia Villanueva               | Emily Rios            | 1.01–2.09 | Esra Vural                |
| Veronique Turner               | Devyn Tyler           | 5.01–6.10 | Maria Koschny             |
| Avi Drexler                    | Alon Abutbul          | 1.01–5.10 | Hans Bayer                |
| Melody Wright                  | Reign Edwards         | 1.01–4.10 | Maria Hönig               |
| Kevin Hamilton                 | Malcolm Mays          | 1.01–2.08 | Tim Sander                |
| DeJohn Hill „Peaches“          | DeRay Davis           | 2.01–6.10 | Olaf Reichmann            |
| Terrence Brown „Skully“        | De’aundre Bonds       | 3.05–6.08 | Julien Haggège            |
| Andre Wright                   | Marcus Henderson      | 1.01–3.10 | Tilo Schmitz              |
| Kane Hamilton                  | DeVaughn Nixon        | 5.06–6.06 | Bernd Egger               |
| Deon Barber „Big D“            | Quincy Chad           | 4.07–6.07 | Jan-David Rönfeldt        |
| Rubén                          | Alejandro Edda        | 5.04–6.10 | Manolo Palma              |
| Parissa                        | Tiffany Lonsdale      | 5.05–6.09 | Anna Grisebach            |
| Pedro Nava                     | Filipe Valle Costa    | 1.01–2.07 | Constantin von Jascheroff |
| Claudia Crane                  | Judith Scott          | 1.01–3.01 | Tanja Geke                |
| Matt McDonald                  | Jonathan Tucker       | 2.01–3.01 | Marcel Collé              |
| Alejandro Usteves              | Juan Javier Cardenas  | 1.01–1.10 | Jaron Löwenberg           |
| Lorena Cardenas „Soledad“      | Adriana DeGirolami    | 2.02–3.04 | Maja Maneiro              |

## Episodenliste

### Staffel 1
| Nr. (ges.) | Nr. (St.) | Deutscher Titel       | Originaltitel       | Erstausstrahlung USA | Deutschsprachige Erstausstrahlung (D) | Regie                        | Drehbuch                                               | Zuschauer (USA) |
| ---------- | --------- | --------------------- | ------------------- | -------------------- | ------------------------------------- | ---------------------------- | ------------------------------------------------------ | --------------- |
| 1          | 1         | Neue Regeln           | Pilot               | 5. Juli 2017         | 25. Jan. 2018                         | Adil El Arbi & Bilall Fallah | Dave Andron, Eric Amadio & John Singleton              | 1,36 Mio.       |
| 2          | 2         | Das Ikarus-Syndrom    | Make Them Birds Fly | 12. Juli 2017        | 25. Jan. 2018                         | Adil El Arbi & Bilall Fallah | Dave Andron, Eric Amadio & John Singleton              | 0,97 Mio.       |
| 3          | 3         | Gegenwind             | Slow Hand           | 19. Juli 2017        | 1. Feb. 2018                          | Dan Attias                   | Leonard Chang                                          | 1,05 Mio.       |
| 4          | 4         | Verlorene Unschuld    | Trauma              | 26. Juli 2017        | 1. Feb. 2018                          | Hiro Murai                   | Emily Grinwis                                          | 1,00 Mio.       |
| 5          | 5         | Gestrandet            | seven-four          | 2. Aug. 2017         | 8. Feb. 2018                          | Lawrence Trilling            | Jerome Hairston                                        | 1,01 Mio.       |
| 6          | 6         | Neue Geschäftspartner | A Long Time Coming  | 9. Aug. 2017         | 8. Feb. 2018                          | Michael Lehmann              | Tatiana Suarez-Pico                                    | 0,85 Mio.       |
| 7          | 7         | Auf eigene Faust      | Cracking            | 16. Aug. 2017        | 15. Feb. 2018                         | Zetna Fuentes                | Aaron Slavick                                          | 0,81 Mio.       |
| 8          | 8         | Die Aussaat           | Baby Teeth          | 23. Aug. 2017        | 15. Feb. 2018                         | Solvan „Slick“ Naim          | Emmy Grinwis & Sal Calleros Idee: Margaret Rose Lester | 0,85 Mio.       |
| 9          | 9         | Allianzen             | Story of a Scar     | 30. Aug. 2017        | 22. Feb. 2018                         | Meera Menon                  | Leonard Chang & Jerome Hairston                        | 0,91 Mio.       |
| 10         | 10        | Rubikon               | The Rubicon         | 6. Sep. 2017         | 22. Feb. 2018                         | John Singleton               | Dave Andron                                            | 0,85 Mio.       |

### Staffel 2
| Nr. (ges.) | Nr. (St.) | Deutscher Titel          | Originaltitel      | Erstausstrahlung USA | Deutschsprachige Erstausstrahlung (D) | Regie               | Drehbuch                                  | Zuschauer (USA) |
| ---------- | --------- | ------------------------ | ------------------ | -------------------- | ------------------------------------- | ------------------- | ----------------------------------------- | --------------- |
| 11         | 1         | Das ist die Zukunft      | Sightlines         | 19. Juli 2018        | 20. Sep. 2018                         | Dan Attias          | Dave Andron                               | 1,16 Mio.       |
| 12         | 2         | Der verlorene Sohn       | The Day            | 26. Juli 2018        | 20. Sep. 2018                         | Sunu Gonera         | Leonard Chang                             | 0,89 Mio.       |
| 13         | 3         | Prometheus’ Aufstieg     | Prometheus Rising  | 2. Aug. 2018         | 27. Sep. 2018                         | Alex Graves         | Walter Mosley                             | 0,93 Mio.       |
| 14         | 4         | Stürmische Weihnachten   | Jingle Bell Rock   | 9. Aug. 2018         | 27. Sep. 2018                         | Deborah Chow        | Emmy Grinwis                              | 0,98 Mio.       |
| 15         | 5         | Serpiente                | Serpiente          | 16. Aug. 2018        | 4. Okt. 2018                          | Solvan „Slick“ Naim | Sal Calleros                              | 0,92 Mio.       |
| 16         | 6         | Panamaische Sicherheiten | The Offer          | 23. Aug. 2018        | 4. Okt. 2018                          | Michael Lehmann     | Janine Salinas Schoenberg & Aaron Slavick | 0,82 Mio.       |
| 17         | 7         | Das Crack-Imperium       | The World Is Yours | 30. Aug. 2018        | 11. Okt. 2018                         | Clark Johnson       | Dave Andron & Aziza Barnes                | 0,82 Mio.       |
| 18         | 8         | Kapitulation             | Surrender          | 6. Sep. 2018         | 11. Okt. 2018                         | Logan Kibens        | Leonard Chang                             | 0,75 Mio.       |
| 19         | 9         | Konsequenzen             | Aftermath          | 13. Sep. 2018        | 18. Okt. 2018                         | Sunu Gonera         | Sal Calleros Idee: Emmy Grinwis           | 0,86 Mio.       |
| 20         | 10        | Lehrgeld                 | Education          | 20. Sep. 2018        | 18. Okt. 2018                         | John Singleton      | Dave Andron                               | 0,78 Mio.       |

### Staffel 3
| Nr. (ges.) | Nr. (St.) | Deutscher Titel            | Originaltitel                   | Erstausstrahlung USA | Deutschsprachige Erstausstrahlung (D) | Regie           | Drehbuch                                                                      | Zuschauer (USA) |
| ---------- | --------- | -------------------------- | ------------------------------- | -------------------- | ------------------------------------- | --------------- | ----------------------------------------------------------------------------- | --------------- |
| 21         | 1         | Neue und alte Feinde       | Protect and Swerve              | 10. Juli 2019        | 10. Dez. 2019                         | Dan Attias      | Dave Andron                                                                   | 1,00 Mio.       |
| 22         | 2         | Risikominimierung          | The More You Make               | 17. Juli 2019        | 10. Dez. 2019                         | Tanya Hamilton  | Leonard Chang                                                                 | 0,70 Mio.       |
| 23         | 3         | B2B                        | Cash and Carry                  | 24. Juli 2019        | 17. Dez. 2019                         | Alonso Alvarez  | Walter Mosley                                                                 | 0,70 Mio.       |
| 24         | 4         | Unter Zugzwang             | The Game That Moves As You Play | 31. Juli 2019        | 17. Dez. 2019                         | Logan Kibens    | Gary Phillps, Natalia Mejia & Dave Andron Idee: Gary Phillips & Natalia Mejia | 0,76 Mio.       |
| 25         | 5         | Zu allem entschlossen      | The Bottoms                     | 7. Aug. 2019         | 24. Dez. 2019                         | Michael Lehmann | Enzo Mileti & Scott Wilson                                                    | 0,83 Mio.       |
| 26         | 6         | Schatten der Vergangenheit | Confessions                     | 14. Aug. 2019        | 24. Dez. 2019                         | Erin Feeley     | Tash Gray                                                                     | 0,82 Mio.       |
| 27         | 7         | Verschollen                | Pocket Full of Rocks            | 21. Aug. 2019        | 31. Dez. 2019                         | Alonso Alvarez  | Justin Hillian                                                                | 0,98 Mio.       |
| 28         | 8         | Fatale Entscheidungen      | Hedgehogs                       | 28. Aug. 2019        | 31. Dez. 2019                         | Carl Seaton     | Emmy Grinwis                                                                  | 1,04 Mio.       |
| 29         | 9         | Blackout                   | Blackout                        | 4. Sep. 2019         | 7. Jan. 2020                          | Ben Younger     | Leonard Chang & Walter Mosley Idee: Leonard Chang                             | 0,95 Mio.       |
| 30         | 10        | Ein anderes Leben          | Other Lives                     | 11. Sep. 2019        | 7. Jan. 2020                          | Sunu Gonera     | Dave Adnron                                                                   | 1,04 Mio.       |

### Staffel 4
| Nr. (ges.) | Nr. (St.) | Deutscher Titel      | Originaltitel           | Erstausstrahlung USA | Deutschsprachige Erstausstrahlung (D) | Regie            | Drehbuch                           | Zuschauer (USA) |
| ---------- | --------- | -------------------- | ----------------------- | -------------------- | ------------------------------------- | ---------------- | ---------------------------------- | --------------- |
| 31         | 1         | Wiedereintritt       | Re-Entry                | 24. Feb. 2021        | 13. Sep. 2021                         | Kevin Bray       | Dave Andron                        | 0,71 Mio.       |
| 32         | 2         | Gewicht              | Weight                  | 24. Feb. 2021        | 13. Sep. 2021                         | Karena Evans     | Leonard Chang                      | 0,64 Mio.       |
| 33         | 3         | Ganz nach unten      | All the Way Down        | 3. März 2021         | 13. Sep. 2021                         | Ugla Hauksdóttir | Walter Mosley                      | 0,71 Mio.       |
| 34         | 4         | Expansion            | Expansion               | 10. März 2021        | 20. Sep. 2021                         | Greg Yaitanes    | Hiram Martinez                     | 0,60 Mio.       |
| 35         | 5         | Umkehr               | The Get Back            | 17. März 2021        | 20. Sep. 2021                         | Logan Kibbens    | Justin Hillian                     | 0,68 Mio.       |
| 36         | 6         | Stoßgebet            | Say a Little Prayer     | 24. März 2021        | 20. Sep. 2021                         | Logan Kibbens    | Dave Andron & Ihuoma Ofordire      | 0,78 Mio.       |
| 37         | 7         | Wie in einem Spiegel | Through a Glass, Darkly | 31. März 2021        | 27. Sep. 2021                         | Alonso Alvarez   | Leonard Chang & Jeanine C. Daniels | 0,61 Mio.       |
| 38         | 8         | Betrug               | Betrayal                | 7. Apr. 2021         | 27. Sep. 2021                         | Alonso Alvarez   | Walter Mosley & Tyger Williams     | 0,68 Mio.       |
| 39         | 9         | Schlafende Hunde     | Sleeping Dogs           | 14. Apr. 2021        | 27. Sep. 2021                         | Carl Seaton      | Justin Hillian                     | 0,81 Mio.       |
| 40         | 10        | Kampf oder Flucht    | Fight or Flight         | 21. Apr. 2021        | 27. Sep. 2021                         | Carl Seaton      | Dave Andron                        | 0,88 Mio.       |

### Staffel 5
| Nr. (ges.) | Nr. (St.) | Deutscher Titel             | Originaltitel      | Erstausstrahlung USA | Deutschsprachige Erstveröffentlichung (D) | Regie                 | Drehbuch                       | Zuschauer (USA) |
| ---------- | --------- | --------------------------- | ------------------ | -------------------- | ----------------------------------------- | --------------------- | ------------------------------ | --------------- |
| 41         | 1         | Kometen                     | Comets             | 23. Feb. 2022        | 15. Juni 2022                             | Ben Younger           | Dave Andron & Leonard Chang    | 0,79 Mio.       |
| 42         | 2         | Hingabe                     | Commitment         | 23. Feb. 2022        | 15. Juni 2022                             | Ben Younger           | Leonard Chang & Dave Andron    | 0,56 Mio.       |
| 43         | 3         | Löwen                       | Lions              | 2. März 2022         | 15. Juni 2022                             | Damian Marcano        | Jeanine Daniels                | 0,54 Mio.       |
| 44         | 4         | Revolutionen                | Revolutions        | 9. März 2022         | 15. Juni 2022                             | Damian Marcano        | Tyger Williams & Gary Phillips | 0,62 Mio.       |
| 45         | 5         | Die Ilias: Teil 1           | The Iliad: Part 1  | 16. März 2022        | 15. Juni 2022                             | Kevin Rodney Sullivan | Sal Calleros & Davia Carter    | 0,55 Mio.       |
| 46         | 6         | Die Ilias: Teil 2           | The Iliad: Part 2  | 23. März 2022        | 15. Juni 2022                             | Kevin Rodney Sullivan | Sal Calleros & Davia Carter    | 0,69 Mio.       |
| 47         | 7         | Gemütlich in der Hängematte | Lying in a Hammock | 30. März 2022        | 15. Juni 2022                             | Carl Seaton           | Leonard Chang                  | 0,64 Mio.       |
| 48         | 8         | Feierlichkeit               | Celebration        | 6. Apr. 2022         | 15. Juni 2022                             | Katrelle Kindred      | Walter Mosley                  | 0,64 Mio.       |
| 49         | 9         | Weggänge                    | Departures         | 13. Apr. 2022        | 15. Juni 2022                             | Karena Evans          | Dave Andron                    | 0,51 Mio.       |
| 50         | 10        | Bruchlinien                 | Fault Lines        | 20. Apr. 2022        | 15. Juni 2022                             | Alonso Alvarez        | Dave Andron                    | 0,59 Mio.       |

### Staffel 6
| Nr. (ges.) | Nr. (St.) | Deutscher Titel   | Originaltitel      | Erstausstrahlung USA | Deutschsprachige Erstveröffentlichung (D) | Regie                 | Drehbuch                                    | Zuschauer (USA) |
| ---------- | --------- | ----------------- | ------------------ | -------------------- | ----------------------------------------- | --------------------- | ------------------------------------------- | --------------- |
| 51         | 1         | Nachspiel         | Fallout            | 22. Feb. 2023        | 19. Juli 2023                             | Ben Younger           | Dave Andron                                 | 0,61 Mio.       |
| 52         | 2         | Intervention      | The Sit Down       | 22. Feb. 2023        | 19. Juli 2023                             | Ben Younger           | Jeanine Daniels & Dave Andron               | 0,44 Mio.       |
| 53         | 3         | Keine Rückkehr    | Door of No Return  | 1. März 2023         | 19. Juli 2023                             | Alonso Alvarez        | Walter Mosley                               | 0,46 Mio.       |
| 54         | 4         | Neue Ziele        | Projects Boy       | 8. März 2023         | 19. Juli 2023                             | Alonso Alvarez        | Sal Calleros                                | 0,45 Mio.       |
| 55         | 5         | Schachzug         | Ebony and Ivory    | 15. März 2023        | 19. Juli 2023                             | Jade Holmes Christian | Davia Carter                                | 0,50 Mio.       |
| 56         | 6         | Gesetz der Straße | Concrete Jungle    | 22. März 2023        | 19. Juli 2023                             | Katrelle Kindred      | Dave Andron, Jeanine Daniels & Davon Briggs | 0,59 Mio.       |
| 57         | 7         | Die letzte Ruhe   | Charnel House      | 29. März 2023        | 19. Juli 2023                             | Logan Kibens          | Walter Mosley                               | 0,55 Mio.       |
| 58         | 8         | Verrat            | Ballad of the Bear | 5. Apr. 2023         | 19. Juli 2023                             | Amin Joseph           | Sal Calleros                                | 0,59 Mio.       |
| 59         | 9         | Keine Gnade       | Sacrifice          | 12. Apr. 2023        | 19. Juli 2023                             | Ben Younger           | Dave Andron                                 | 0,60 Mio.       |
| 60         | 10        | Teufelskreis      | The Struggle       | 19. Apr. 2023        | 19. Juli 2023                             | Alonso Alvarez        | Dave Andron                                 | 0,69 Mio.       |